# Bartolomeo Passarotti

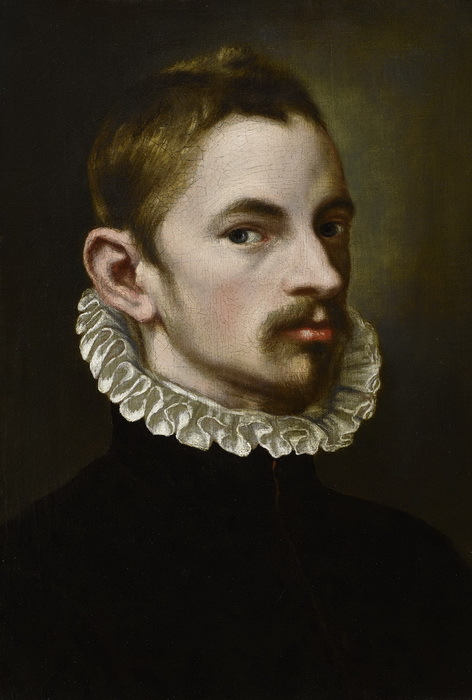
Bartolomeo Passerotti, Selbstbildnis

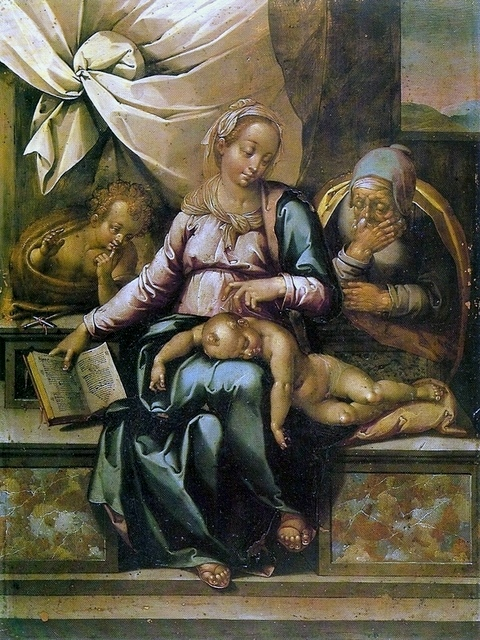
Bartolomeo Passerotti, Madonna del silenzio, Privatsammlung.

Bartolomeo Passarotti (* 28. Juni 1529 in Bologna; † 3. Juni 1592 in Rom) war ein italienischer Maler und Radierer der Renaissance.

## Leben
1551 ging Passarotti von seinem Geburtsort nach Rom. Hier arbeitete er bei Taddeo Zuccari und Giacomo Barozzi da Vignola. Nach Bologna kehrte er 1565 zurück und eröffnete seine eigene Werkstatt. Er wurde Anhänger der venezianischen Schule, die im Gegensatz zum florentinischen Manierismus die Farben betonte.
Als Lehrer von Agostino Carracci malte Passarotti vor allem Porträts und Stillleben, aber auch Werke zu religiösen Themen, die in bedeutenden Kirchen Bolognas zu sehen sind. In seinen Porträts deuten sich bereits die Merkmale eines künstlerischen Neubeginns, einer neuen Gesamtauffassung des Porträts an, die dennoch den in der Kunst der Renaissance entwickelten Traditionen treu bleibt.
Künstlerisch beeinflusst wurde er von Antonio da Correggio und Parmigianino. Passarotti wird als der bedeutendste Porträtist Bolognas gegen Ende des 16. Jahrhunderts angesehen, der in seinen Werken eine reizvolle farbige Behandlung mit einer sehr lebendigen Charakterisierungskunst verbindet.
Die Innovationsleistung des Malers, der auch anatomische Zeichnungen anfertigte, besteht darüber hinaus darin, mit frühen Genreszenen wie der berühmten Allegra Compagnia, den Fisch- und Fleischverkäufern einen bedeutenden Beitrag zur Entstehung und Etablierung der Genremalerei in Italien geleistet zu haben.

## Werke (Auswahl)
- Porträt eines Schreibers
- Ein Botaniker, Galleria Spada, Rom.
- König David
- Porträt von Guidubaldo II della Rovere, Herzog von Urbino
- Ein Anatomiekurs für Künstler, Galleria Borghese, Rom.
- Porträt von Papst Pius V. (um 1566), Walters Art Museum, Baltimore.
- Die vier Brüder Monaldini, Lord Linlithgow Collection, Hopetoun House (Schottland).
- Porträt eines Mannes mit Schwert (um 1565–1570), Museu Nacional de Belas Artes, Rio de Janeiro.
- Porträt des Physikers Doktor Carlo Fontana (um 1570–1575), Museum voor Schoone Kunsten, Gent.
- Doppelportrait mit Cornettspieler (1570–1580),  Musei Capitolini, Rom.
- Porträt eines jungen Mannes mit Statuette (um 1576), Hatton Gallery, Newcastle University.
- Porträt von Papst Gregor XIII. (um 1580), Museen der Stadt Gotha.
- Die Geflügelhändlerinnen (um 1580)
- Portrait einer alten Dame (um 1582), Kunsthistorisches Museum, Wien.
- Portrait des Ignazio Danti (ca. 1576–1586), Musée des Beaux Arts, Brest.
- Mann mit Hund (um 1585–1587), Musei Capitolini, Rom.

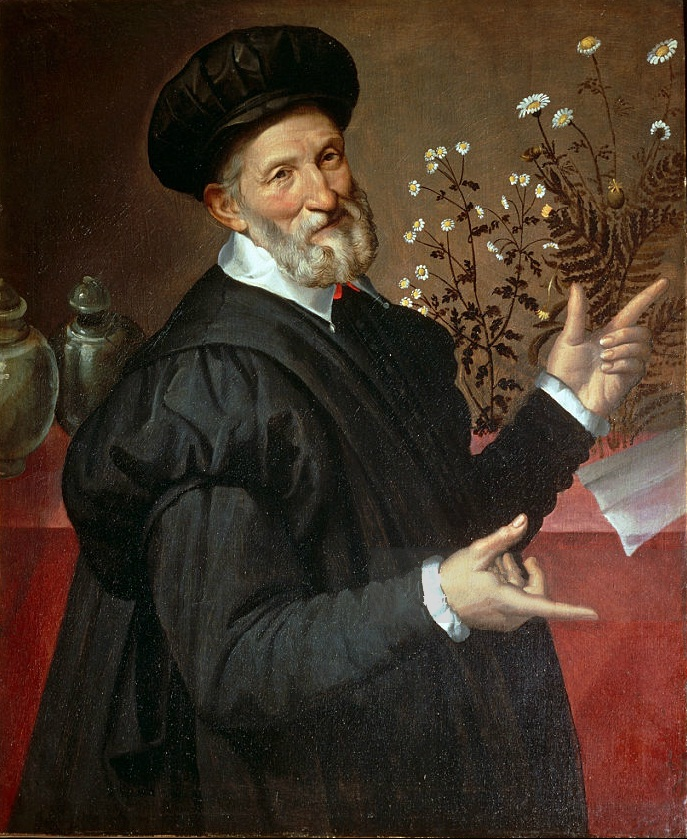
Ein Botaniker. Galleria Spada, Rom.
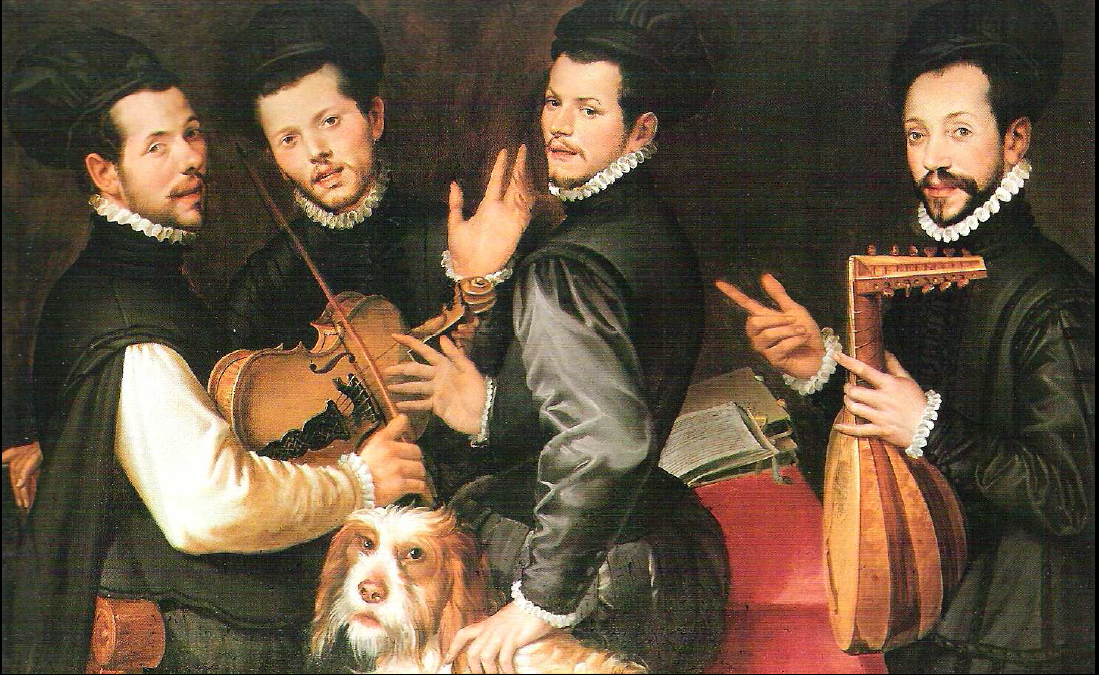
Die Brüder Monaldini. Lord Linlithgow Collection, Hopetoun House (Schottland).
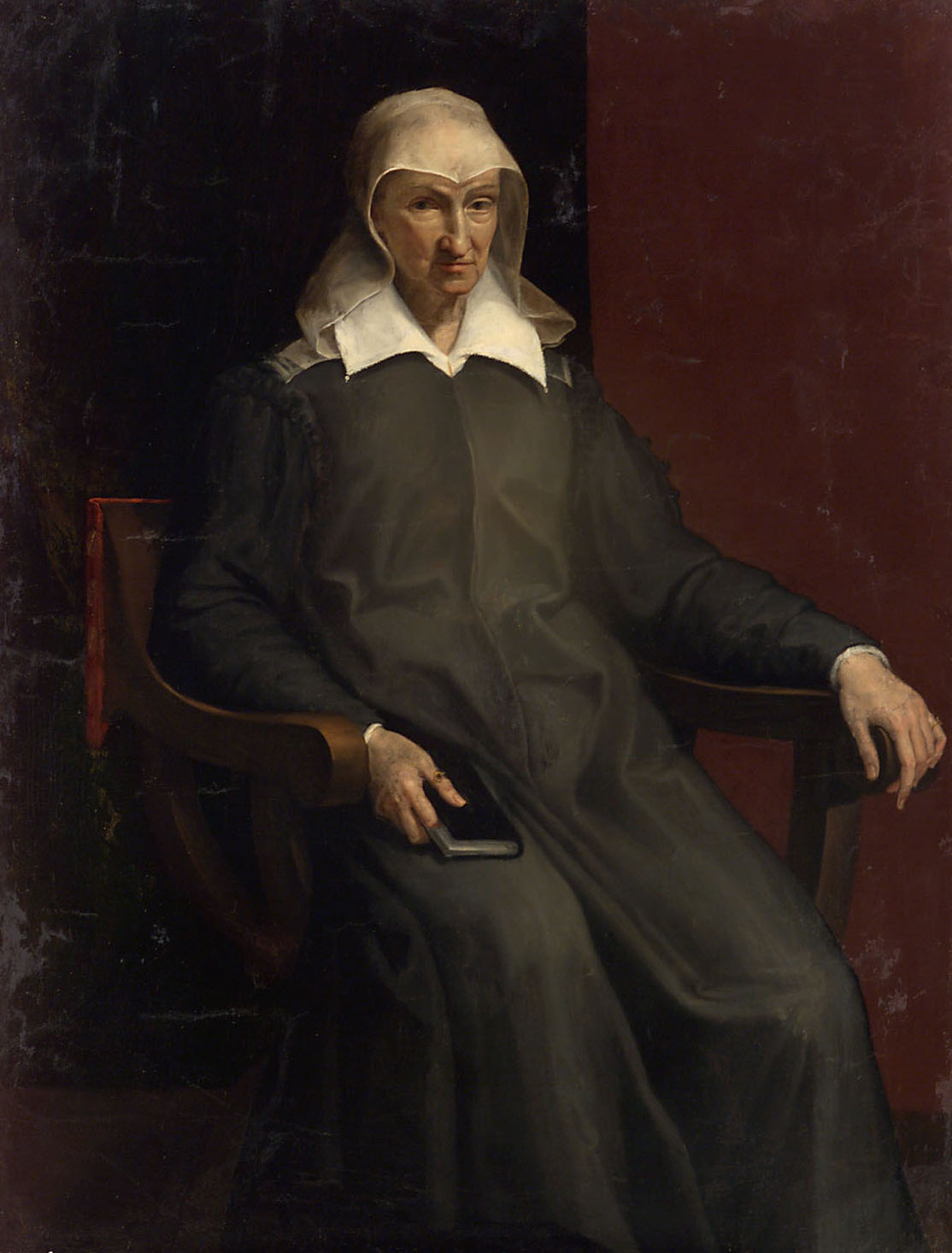
Portrait einer alten Dame, um 1582. Kunsthistorisches Museum, Wien.
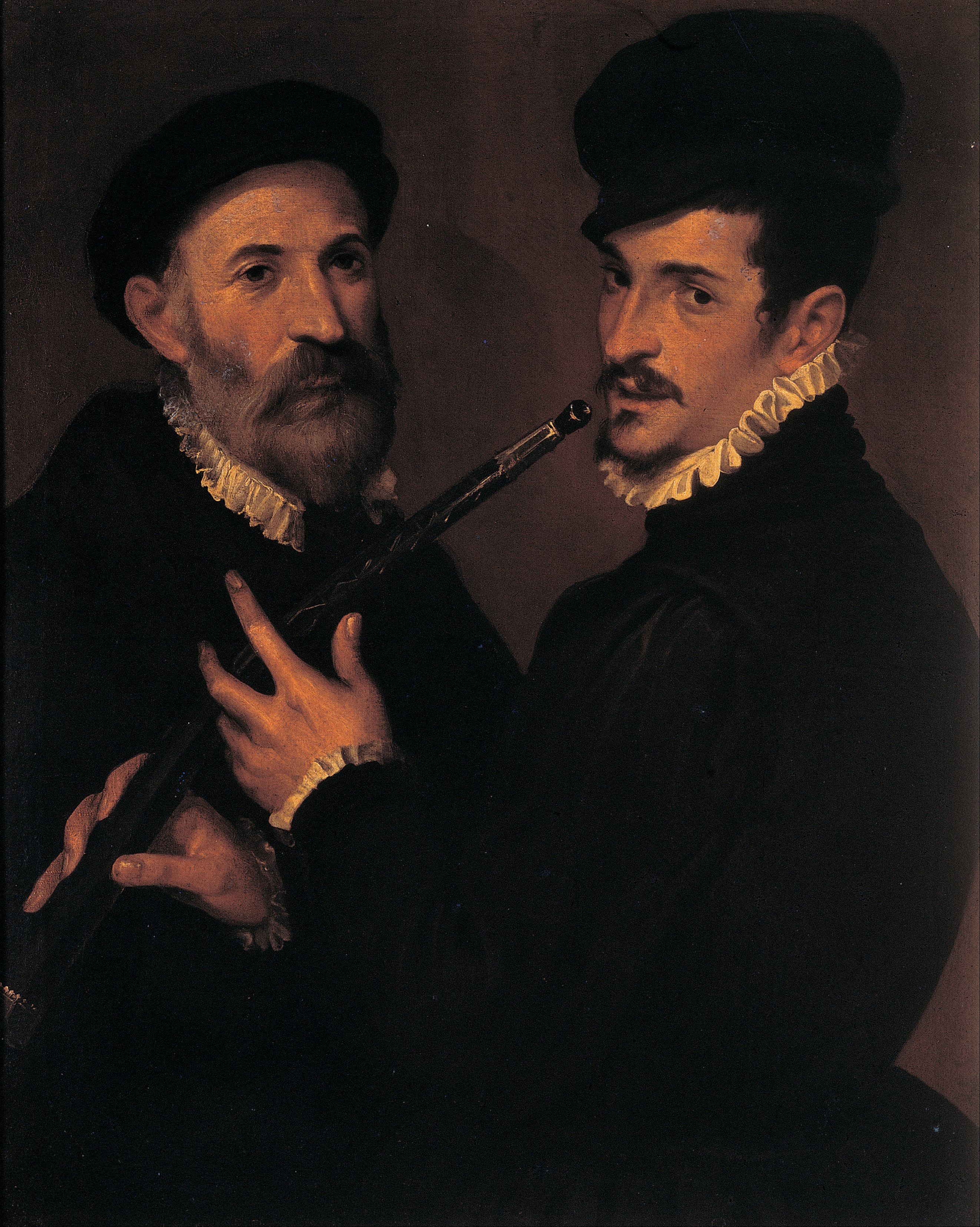
Doppelportrait mit Cornettspieler, um 1570–1580. Musei Capitolini (Pinacoteca), Rom.
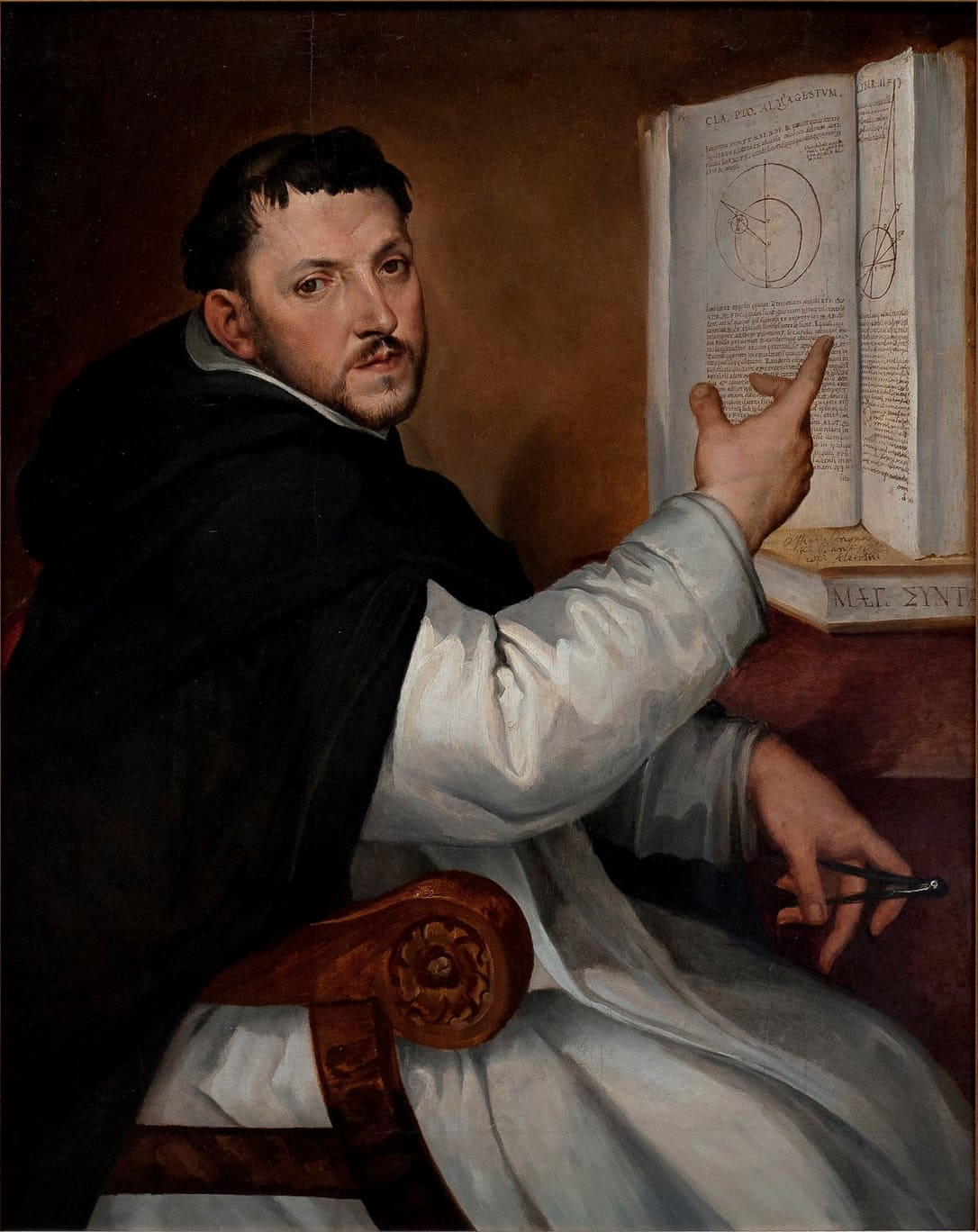
Ignazio Danti, ca. 1576–1586. Musée des Beaux Arts, Brest.
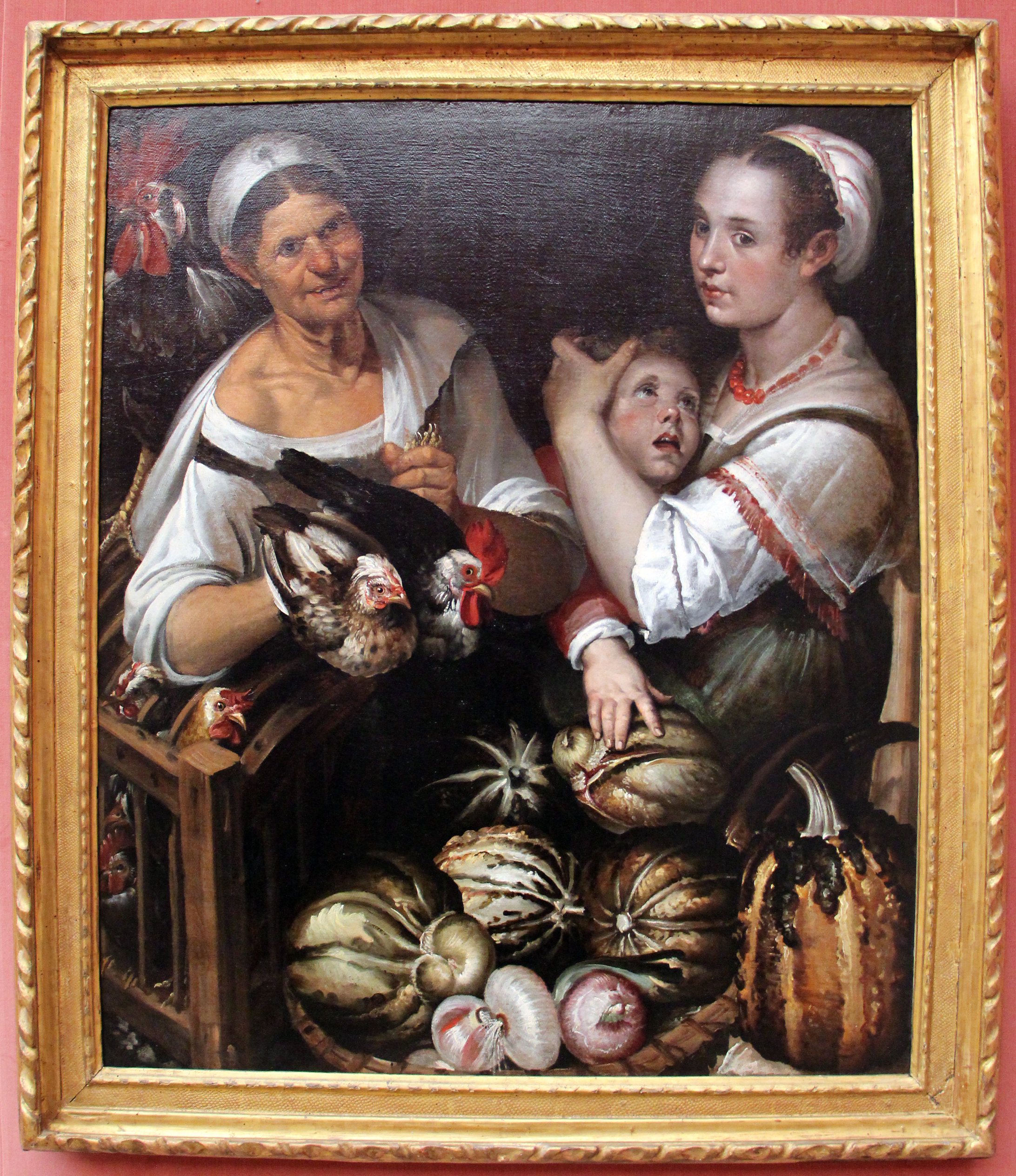
2 Marktfrauen und ein Junge, mit Geflügel und Kürbissen, um 1580. Gemäldegalerie, Berlin.
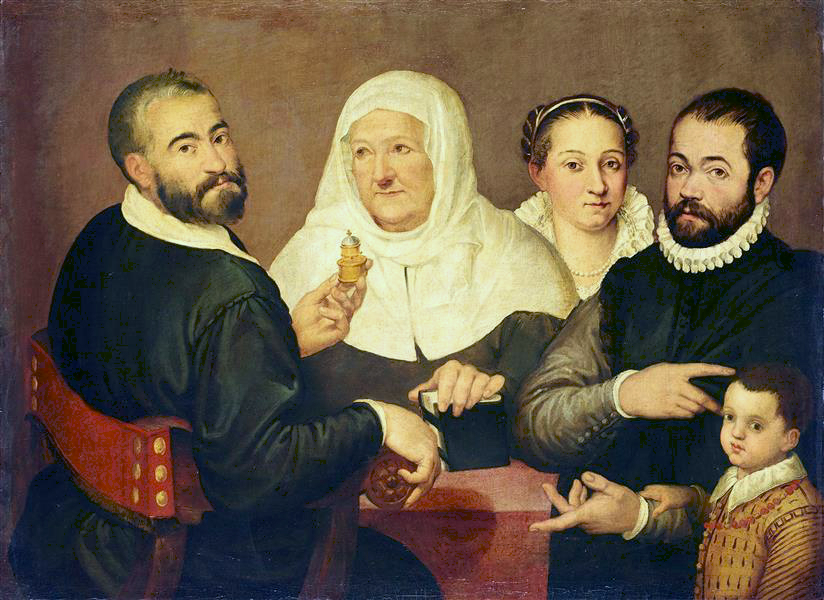
Familienportrait.  Gemäldegalerie Alte Meister, Dresden.
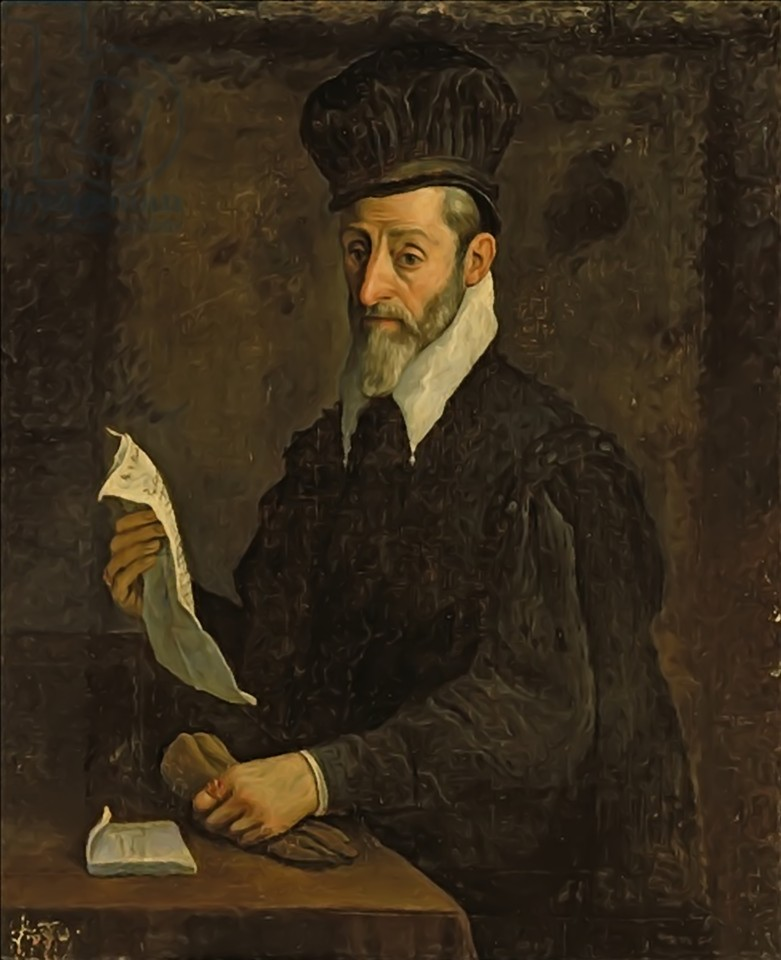
Portrait eines Magistratsbeamten (?). Pinacoteca Nazionale di Bologna.
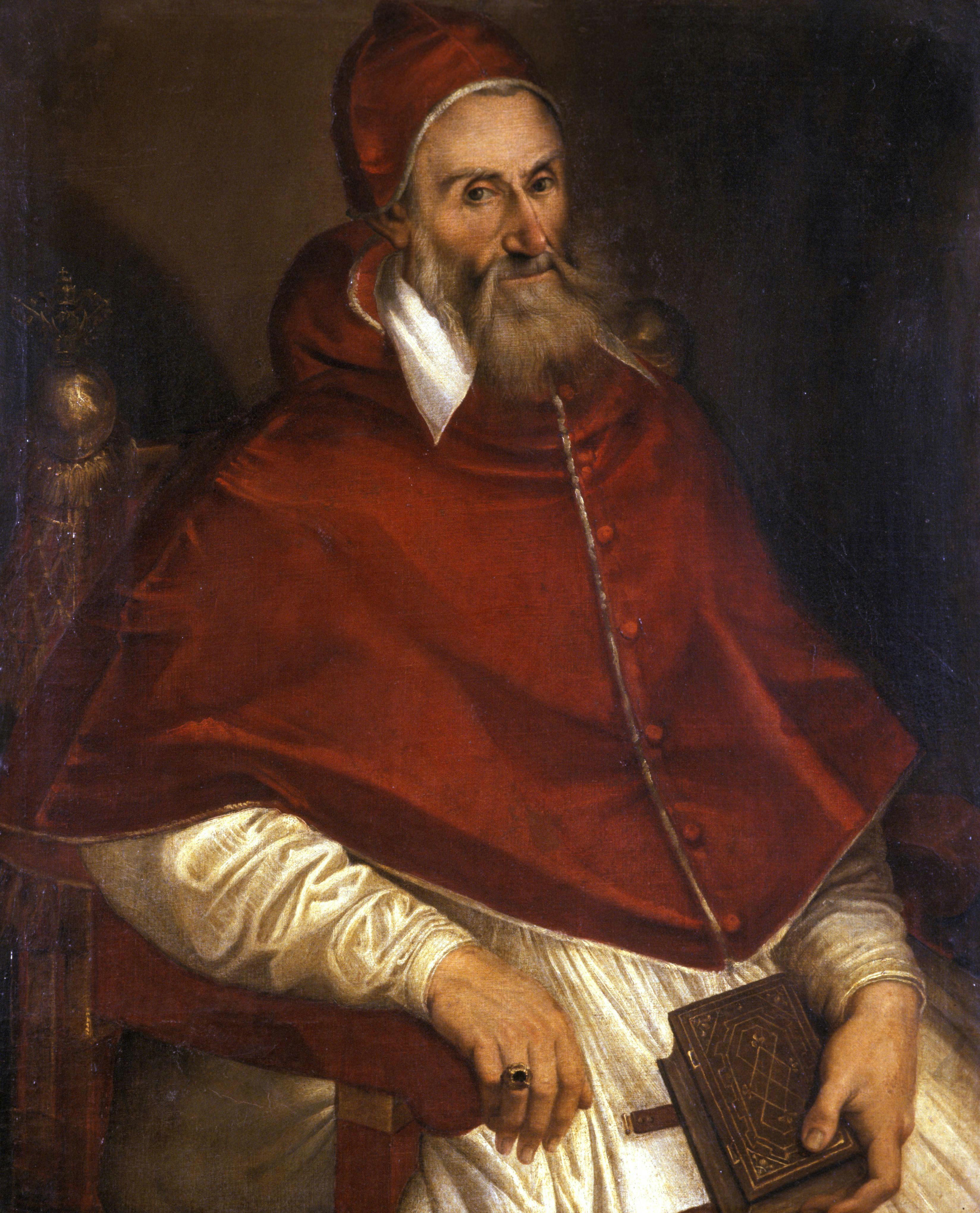
Papst Gregor XIII. Boncompagni, um 1580. Museen der Stadt Gotha.
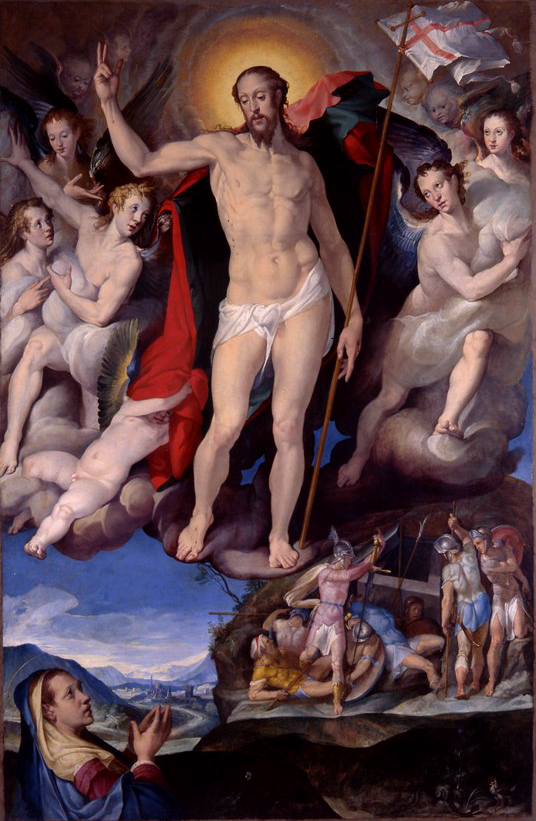
Auferstehung, um 1575. Pinacoteca Nazionale di Bologna.
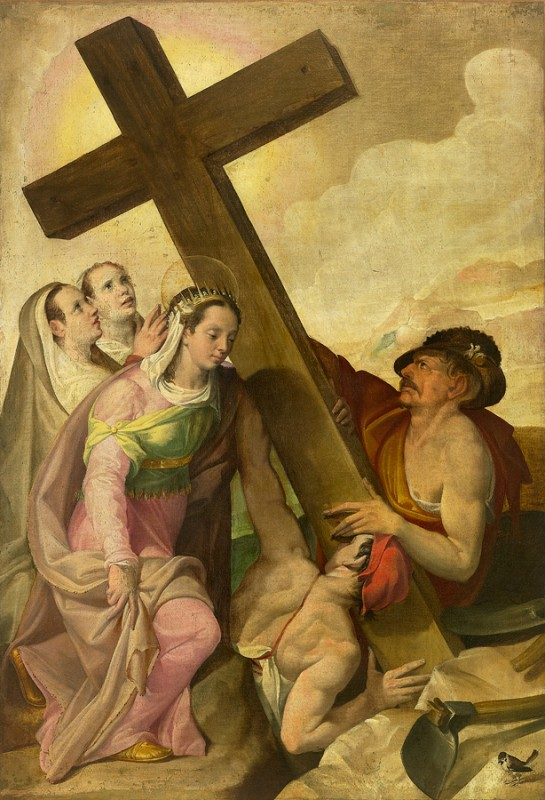
Auffindung des wahren Kreuzes, um 1585–1589. Chiesa Collegiata di Santa Maria Maggiore, Pieve di Cento (Bologna).
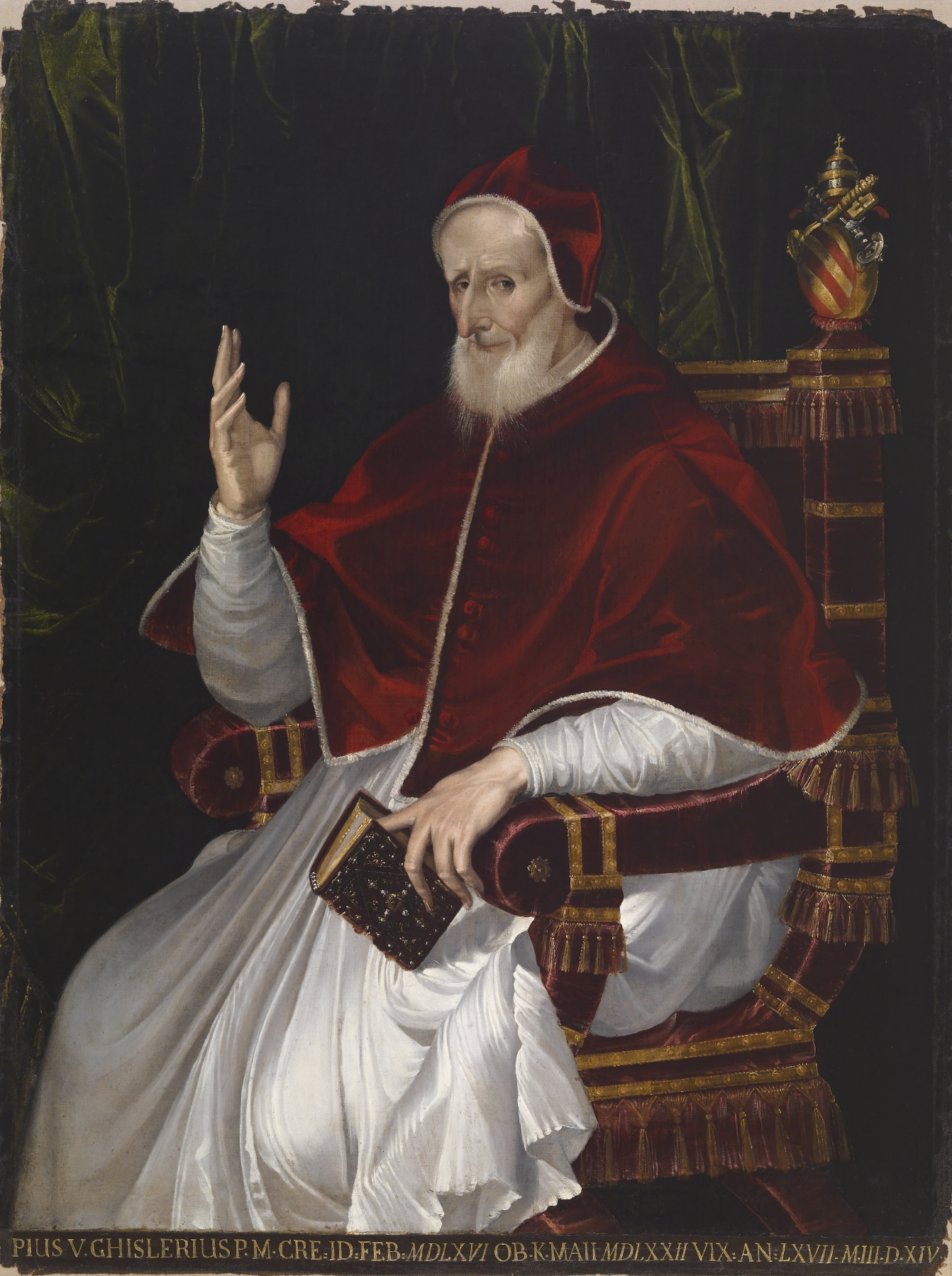
Papst Pius V., um 1566. Walters Art Museum, Baltimore.
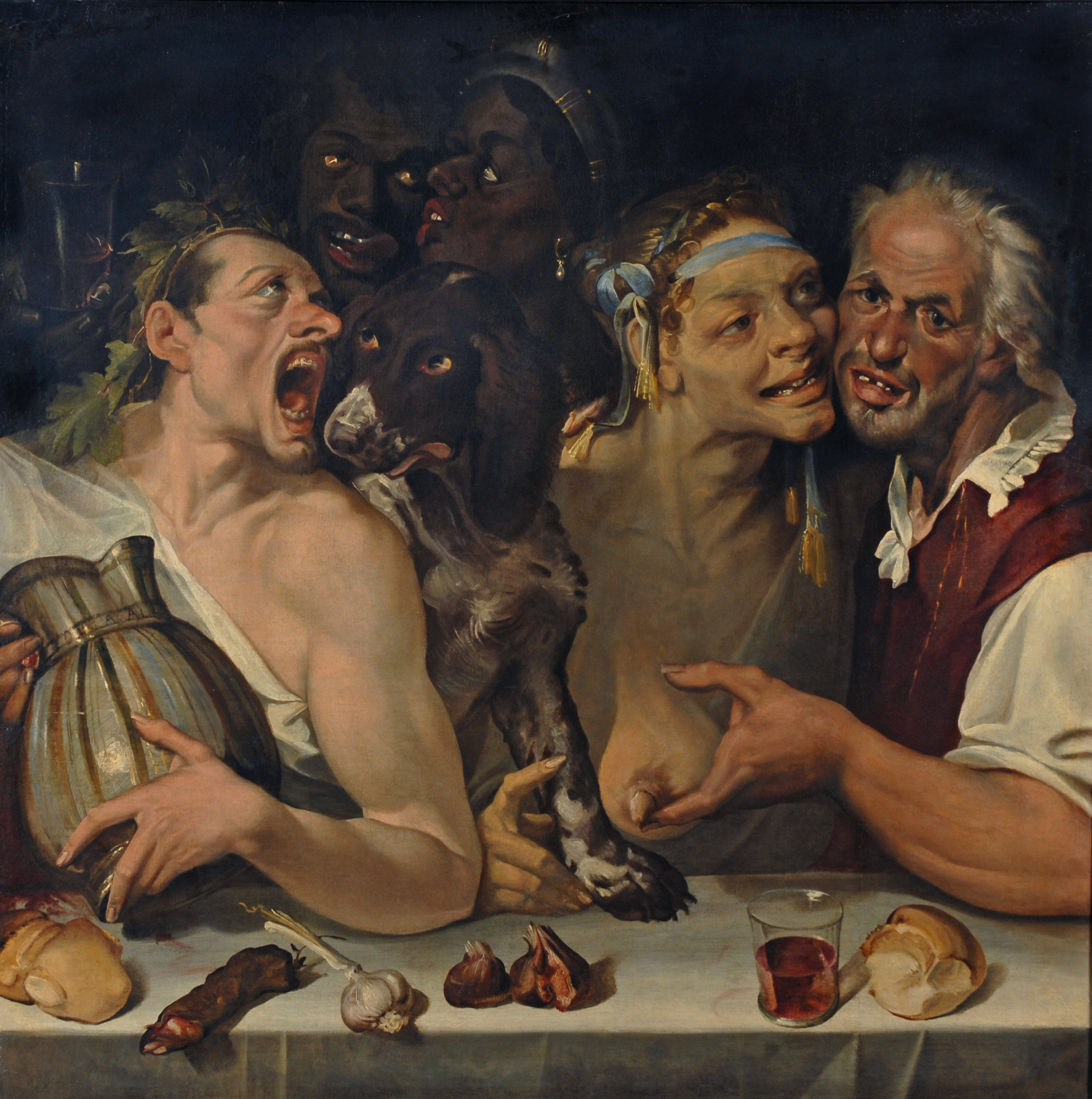
Allegra Compagnia, 2. Hälfte 16. Jahrhundert, Privatsammlung.
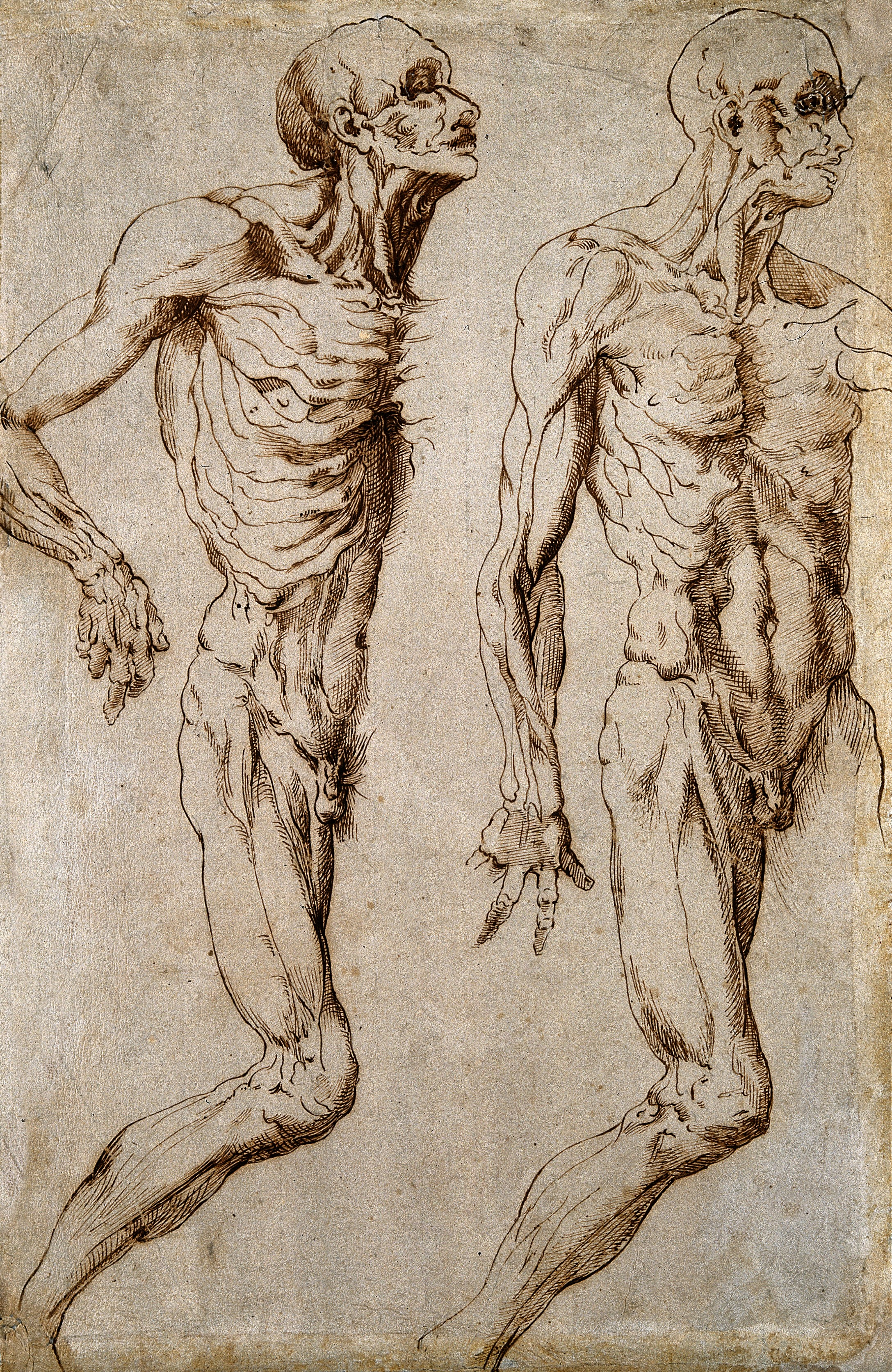
Anatomische Zeichnung

## Literatur

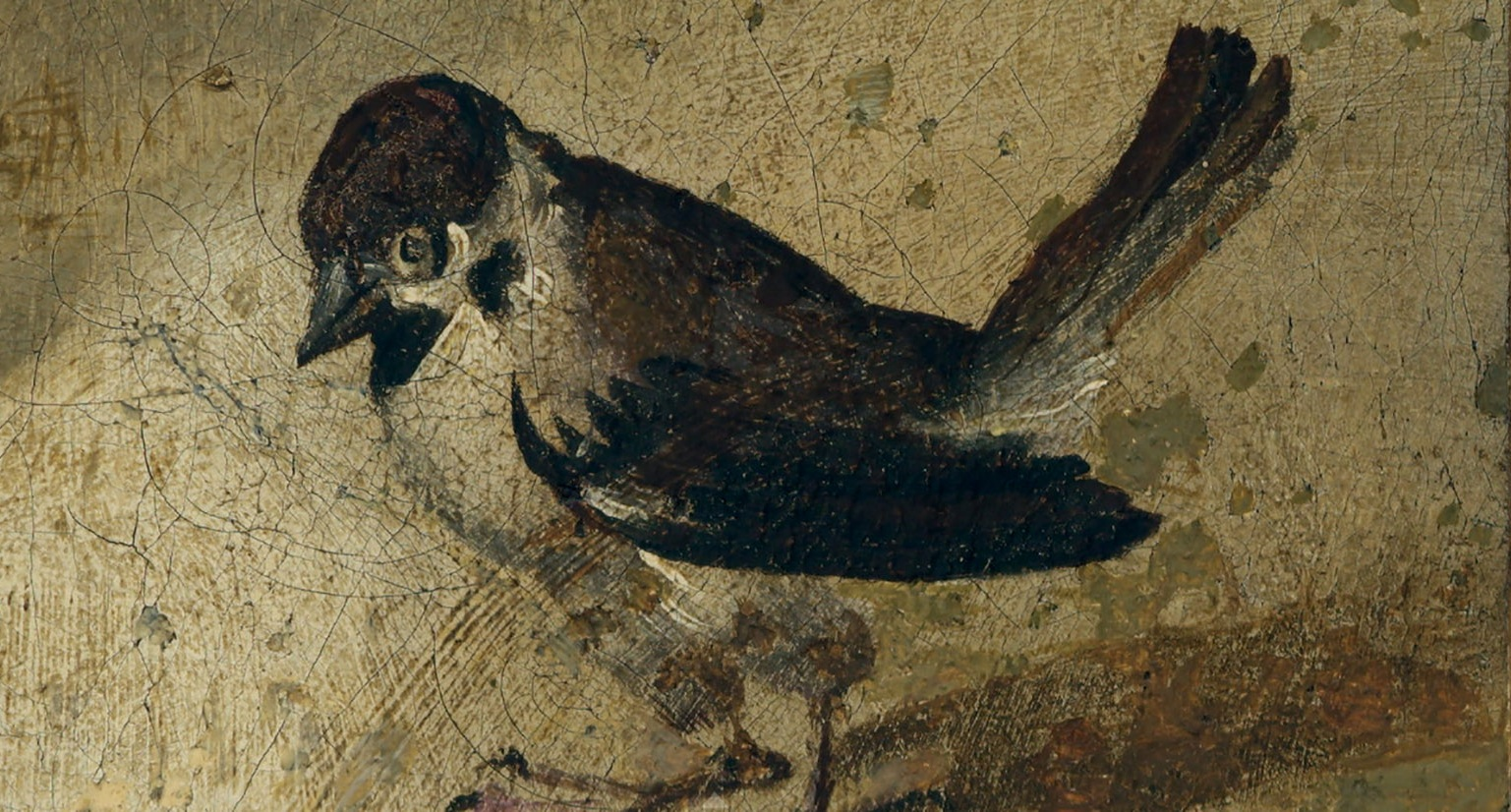
B. Passarotti: Auffindung des wahren Kreuzes (Detail) um 1585–1589. Chiesa Collegiata di Santa Maria Maggiore, Pieve di Cento (Bologna)